# 부러진 창
부러진 창(Broken Lance)은 미국에서 제작된 에드워드 드미트릭 감독의 1954년 모험, 서부 영화이다. 스펜서 트레이시 등이 주연으로 출연하였고 솔 C. 시겔 등이 제작에 참여하였다.

## 출연

### 주연
- 스펜서 트레이시
- 로버트 와그너

### 조연
- 진 피터스
- 리차드 위드마크
- 커티 주라도
- 휴 오브라이언
- 에두어드 프란즈
- 얼 홀리먼
- E.G. 마샬
- 칼 벤톤 라이드
- 필립 오베
- 로버트 버튼

## 제작진
- 미술: 모리스 랜스포드
- 미술: 라일 R. 휠러
- 의상: 트라빌라